# 信州往復きっぷ
信州往復きっぷ（しんしゅうおうふくきっぷ）とは、東日本旅客鉄道（JR東日本）長野支社が発売する特別企画乗車券（トクトクきっぷ）である。

## 概要
長野県内のJR東日本の路線のうち辰野駅・岡谷駅 - 明科駅から篠ノ井駅 - 長野駅間までの利用者を対象に販売しており、普通列車・快速列車の普通車自由席が利用できるほか、別途特急券等を購入することで、区間内の特急列車等に乗車することが可能。

## 有効期限・発売箇所
有効期間
2日間（通年利用可能）
なお、有効期間内に乗車中の列車で日付を跨いだ場合は、降車しない限りフリーエリア内の終着駅まで利用可能。
発売箇所
利用開始日の1ヶ月前から、JR東日本長野エリア内の主な駅の指定席券売機・みどりの窓口・主な旅行会社で発売。

## 設定区間・発売額
2024年現在
- 特急列車（あずさ・しなの・信州）は別途特急券等を購入すれば乗車可能。
- のってたのしい列車（リゾートビューふるさと）についても、別途指定席券を購入すれば乗車可能。

| 乗車駅（降車駅）  | 降車駅（乗車駅） | 発売額  | 備考 |
| ----------------- | ---------------- | ------- | ---- |
| 長野駅 - 篠ノ井駅 | 明科駅 - 松本駅  | 1,500円 |      |
| 長野駅 - 篠ノ井駅 | 南松本駅         | 1,790円 |      |
| 長野駅 - 篠ノ井駅 | 平田駅           | 1,870円 |      |
| 長野駅 - 篠ノ井駅 | 広丘駅・村井駅   | 1,890円 |      |
| 長野駅 - 篠ノ井駅 | 塩尻駅           | 1,980円 |      |
| 長野駅 - 篠ノ井駅 | 辰野駅・岡谷駅   | 2,330円 |      |